# Ole Vive
Ole Vive (født 22. april 1976 i Faxe) er en dansk politiker fra Venstre. Han er borgmester i Faxe kommune.